# Peggy Fenner
Peggy Fenner (n. 12 noiembrie 1922, Greater London, Anglia, Regatul Unit al Marii Britanii și Irlandei – d. 15 septembrie 2014, Sevenoaks, Anglia, Regatul Unit) a fost o politiciană britanică și membră a Parlamentului European în perioada 1979-1984 din partea Regatului Unit. 
1. ↑  „Peggy Fenner”, Freebase Data Dumps[*] Verificați valoarea |titlelink= (ajutor)
2. 1 2 3 4 5 6  Hansard 1803–2005
3. ↑   http://www.assembly.coe.int/nw/xml/AssemblyList/MP-Details-EN.asp?MemberID=2651 Lipsește sau este vid: |title= (ajutor)